# Laotong
Laotong (chino: 老同; pinyin: lǎotóng) es un antiguo sistema de hermandad jurada originario de diversas regiones habitadas por minorías étnicas en el sur de China, con un profundo significado sociocultural. Su idea central es que personas nacidas en el mismo año y con intereses afines pueden establecer una relación social íntima que va más allá de los lazos de sangre, a través de un pacto de hermandad voluntaria.

## Origen
El significado literal de «laotong», cuyo significado literal es “mismo año”, hace referencia a una forma de hermandad entre personas nacidas en el mismo año. Entre los hombres, a veces también se utiliza el término "laogeng" (chino: 老庚; pinyin: lǎogēng). 
Aunque el criterio principal era inicialmente el mismo año de nacimiento, en la práctica, laotong no está limitada por género, apellido, antecedentes familiares (clases), edad, región, etc. Siempre que ambas (o varias) partes estén dispuestas, pueden convertirse en laotong.

## Significado simbólico
En las zonas habitadas por los grupos étnicos Yao, Miao y Dong, como Yongzhou de Hunan, Congjiang en Guizhou, Chongzuo y Pingguo en Guangxi, «laotong» no es solo una amistad, sino también un comportamiento social sagrado y auspicioso. Los Yao suelen expresar su amistad íntima invitándose mutuamente a compartir el baño ritual yao, como si fueran miembros de una misma familia. 
La relación laotong representa una identidad emocional y un contrato psicológico: una extensión del sistema de apoyo social, y un vínculo interpersonal profundo que va más allá del simple intercambio de intereses.

## Festivales
La costumbre del laotong está muy extendida en provincias como Hunan, Jiangxi, Guizhou, Guangdong y Guangxi, y ha dado lugar a una cultura única en torno al llamado “Festival Laotong”.
Según el calendario lunar chino, el Festival Laotong Masculino se celebra el 13 de mayo, y el Festival Laotong Femenino, el 19 de febrero. Estos festivales son eventos sociales y culturales destacados, conocidos como “festivales de la amistad”, que reflejan plenamente el valor ritual y simbólico del laotong en la vida cotidiana de la comunidad.

## Laotong entre las mujeres
En la provincia de Hunan, tanto el laotong como el laotang reconocen los lazos sociales entre mujeres. Las familias solían buscar una compañera adecuada para sus hijas cuando eran pequeñas, y celebraban una ceremonia en el templo de la tía abuela. Durante el rito, se escribían cartas de amistad, se intercambiaban abanicos secretos y se quemaban incienso y libros. Con estos gestos, las niñas se convertían oficialmente en “hermanas juradas”, comprometiéndose a mantener su amistad de por vida.

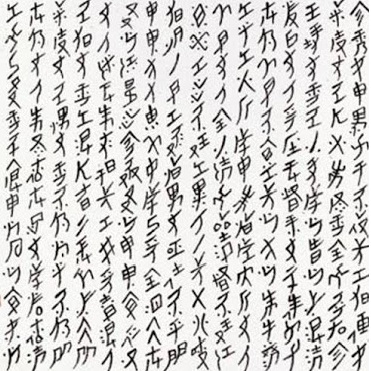
Escritura Nü Shu

## Escritura Nüshu
Las hermanas laotong, tan unidas como parientes de sangre, solían tejer, bordar, aprender la escritura de las mujeres (Nu Shu) y cantar canciones tradicionales juntas, acompañándose en su vida diaria. Incluso cuando estaban separadas por la distancia, mantenían la comunicación mediante dicha herramienta, compartiendo sus alegrías y tristezas. Esta escritura les ofrecía un espacio íntimo y privado para expresarse con sinceridad y consolarse mutuamente.
Bendecida por rituales sagrados, la relación laotong superaba la amistad común y se convertía en un vínculo profundo que unía sus destinos. En muchos casos, las laotong desarrollaban un lenguaje exclusivo —una variante del Nüshu— que solo ellas podían comprender, y lo utilizaban para enviarse mensajes secretos.
Estos elementos de la práctica de los laotong se muestran en la novela de Lisa See Snow Flower and the Secret Fan, que se convirtió en una película de 2011 dirigida por Wayne Wang.